# Federico Cancino
Ernesto Federico Cancino (ur. ? – zm. ?) – argentyński piłkarz, grający podczas kariery na pozycji bramkarza.

## Kariera klubowa
Federico Cancino podczas piłkarskiej kariery występował w CA Alvear i Universalu Buenos Aires.

## Kariera reprezentacyjna
W reprezentacji Argentyny Cancino występował w latach 1923–1924. W reprezentacji zadebiutował 18 listopada 1923 w wygranym 2-1 meczu z Brazylią podczas Mistrzostw Ameryki Południowej. 
Drugi i ostatni raz w reprezentacji wystąpił 25 maja 1924 w przegranym 0-2 meczu z Urugwajem, którego stawką było Copa Newton.
| Mecze i gole w reprezentacji | Mecze i gole w reprezentacji | Mecze i gole w reprezentacji | Mecze i gole w reprezentacji | Mecze i gole w reprezentacji | Mecze i gole w reprezentacji | Mecze i gole w reprezentacji |
| #                            | Data                         | Miasto                       | Przeciwnik                   | Gol                          | Wynik                        | Rozgrywki                    |
| ---------------------------- | ---------------------------- | ---------------------------- | ---------------------------- | ---------------------------- | ---------------------------- | ---------------------------- |
| 1.                           | 18.11.1923                   | Montevideo                   | Brazylia                     |                              | 2:1                          | Copa América                 |
| 2.                           | 25.05.1924                   | Montevideo                   | Urugwaj                      |                              | 0:2                          | Copa Newton                  |